# Вельбарк (гмина)
Вельбарк (пол. Wielbark) — сельская гмина (уезд) в Польше, входит как административная единица в Щитненский повет, Варминьско-Мазурское воеводство. Население — 6760 человек (на 2006 год).

## Демография
Данные по переписи 2004 года:
| Перепись                       | Всего   | Всего | Женщины | Женщины | Мужчины | Мужчины |
| ------------------------------ | ------- | ----- | ------- | ------- | ------- | ------- |
| Единицы                        | человек | %     | человек | %       | человек | %       |
| Население                      | 6265    | 100   | 3057    | 48,8    | 3208    | 51,2    |
| Плотность населения (чел./км²) | 18      | 18    | 8,8     | 8,8     | 9,2     | 9,2     |

## Сельские округа
1. Бараново
2. Цемна-Домброва
3. Глух
4. Есёновец
5. Кипары
6. Колодзеёвы-Гронд
7. Куцборк
8. Лейково
9. Лесины-Вельке
10. Латана-Велька
11. Новоёвец
12. Олендры
13. Пивнице-Вельке
14. Пшезьдзенк-Малы
15. Пшезьдзенк-Вельки
16. Сендрово
17. Шиманки
18. Весолово
19. Вельбарк
20. Выжеги
21. Забеле
22. Зеленец

## Поселения
1. Борки-Вельбарске
2. Якубовы-Борек
3. Янково
4. Лесины-Мале
5. Латана-Мала
6. Лысак
7. Малиняк
8. Островы
9. Рукляс
10. Стахы
11. Весолувко
12. Западки
13. Зеленец-Малы

## Соседние гмины
1. Гмина Хожеле
2. Гмина Чарня
3. Гмина Яново
4. Гмина Едвабно
5. Гмина Розоги
6. Гмина Щитно